# Albrechtstraße (Berlin-Mitte)
Die Albrechtstraße im Berliner Ortsteil Mitte ist eine kurze, um 1827 in der damaligen Friedrich-Wilhelm-Stadt angelegte Wohnstraße.

## Geschichte

Friedrich-Wilhelm-Stadt mit Albrechtstraße, 1905 (Meyers Konversations-Lexikon)

Auf dieser Fläche der früheren Spandauer Vorstadt von Alt-Berlin befanden sich noch bis in das 18. Jahrhundert Wiesen und Morast am Spreebogen. Der dort ansässige Spekulant Schumann legte um 1825 die Friedrich-Wilhelm-Stadt an. Die neuen Straßen erhielten Bezeichnungen nach Angehörigen des königlichen Hauses (und nach Schumann selbst). Der Name der Albrechtstraße leitet sich ab von Generaloberst Albrecht Prinz von Preußen (1809–1872), dem jüngsten Bruder Kaiser Wilhelms I. In amtlichen Dokumenten wird der 16. April 1827 als Tag der Namensvergabe angegeben. In die Mietwohnungen zogen mehr und mehr Studenten, Mitarbeiter der Charité, Künstler und Intellektuelle – man sprach von einem „Quartier Latin“.
Während der Revolution 1848 soll es an der Ecke zur Marienstraße eine Barrikade gegeben haben.
 Am 30. November 1989 wurde in der Albrechtstraße 8 (Wohnung von Stephan Hilsberg) ein Gründungsaufruf für eine sozialdemokratische Partei in der DDR erlassen.

## Bekannte ehemalige Bewohner der Albrechtstraße
- In der Albrechtstraße 14 wohnte von 1942 bis 1943 die bulgarische Widerstandskämpferin Krystana Iwanowa Janewa (1914–1944), an die eine Gedenktafel erinnert.[5]
- Am 13. September 1964 war der US-Bürgerrechtler Martin Luther King zu Gast in Ost-Berlin. Nach zwei Predigten in der Marienkirche und Sophienkirche endete sein Besuch im Restaurant des Hospiz an der Friedrichstraße, dem heutigen Hotel Albrechtshof in der Albrechtstraße 8.[6][7][8]
- In den Jahren 1891 bis 1893 befand sich im Haus Berlin NW, Albrechtstraße 20 die erste Berliner Wohnung des Predigers der jüdischen Reformgemeinde in der Johannisstraße, Wilhelm Klemperer und seiner Familie, u. a. der Schüler Victor Klemperer.[9] Ab 1897 war die Nummerierung der Häuser geändert. Die Nummer 20 in den Jahren 1891–1893 entspricht der Hausnummer 25 auf dem Stadtplan von 1910[10] Jetzt befindet sich an dieser Stelle der Reichsbahnbunker Friedrichstraße.

Gedenktafeln
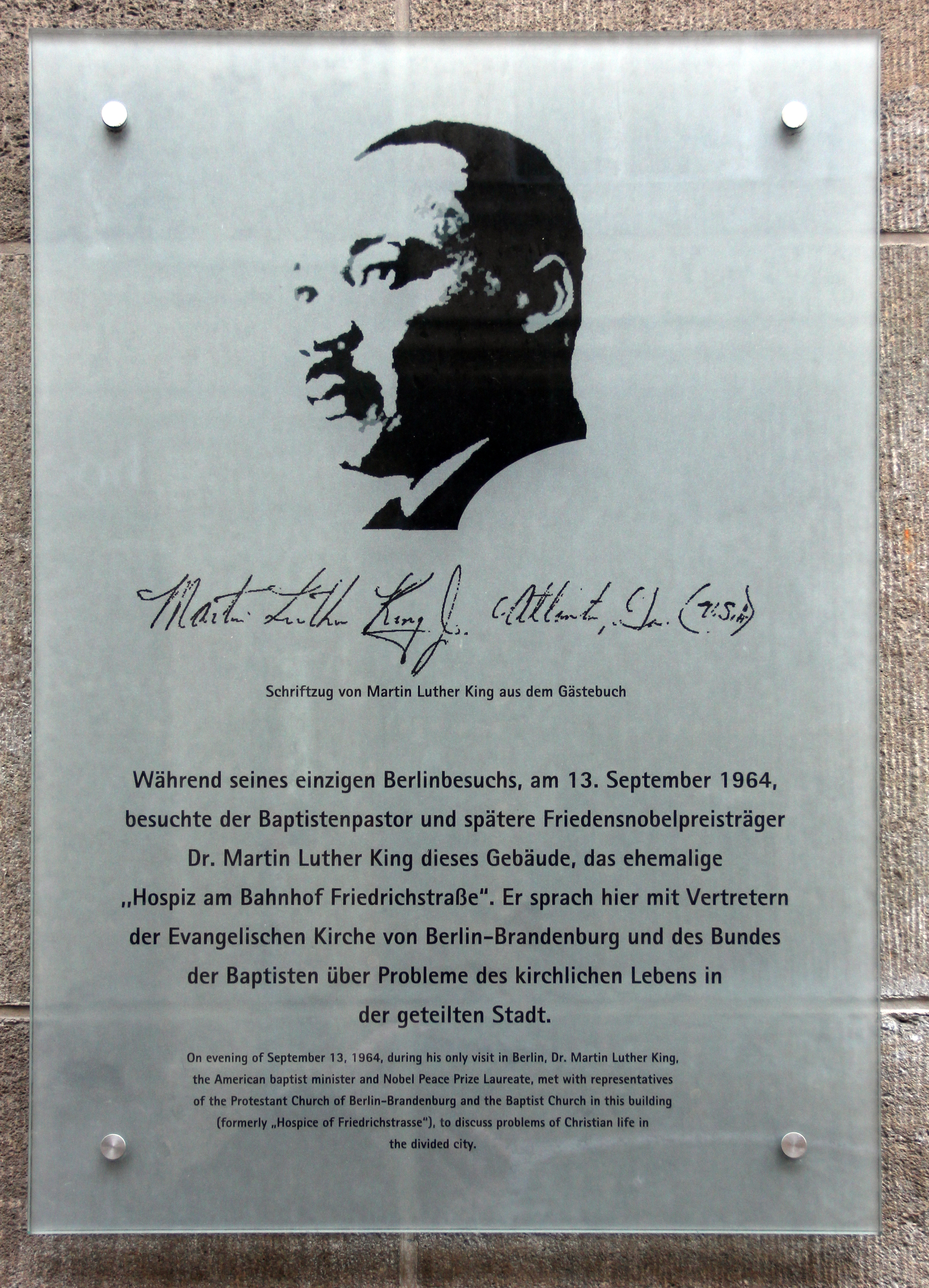
Albrechtstraße 8, Martin Luther King
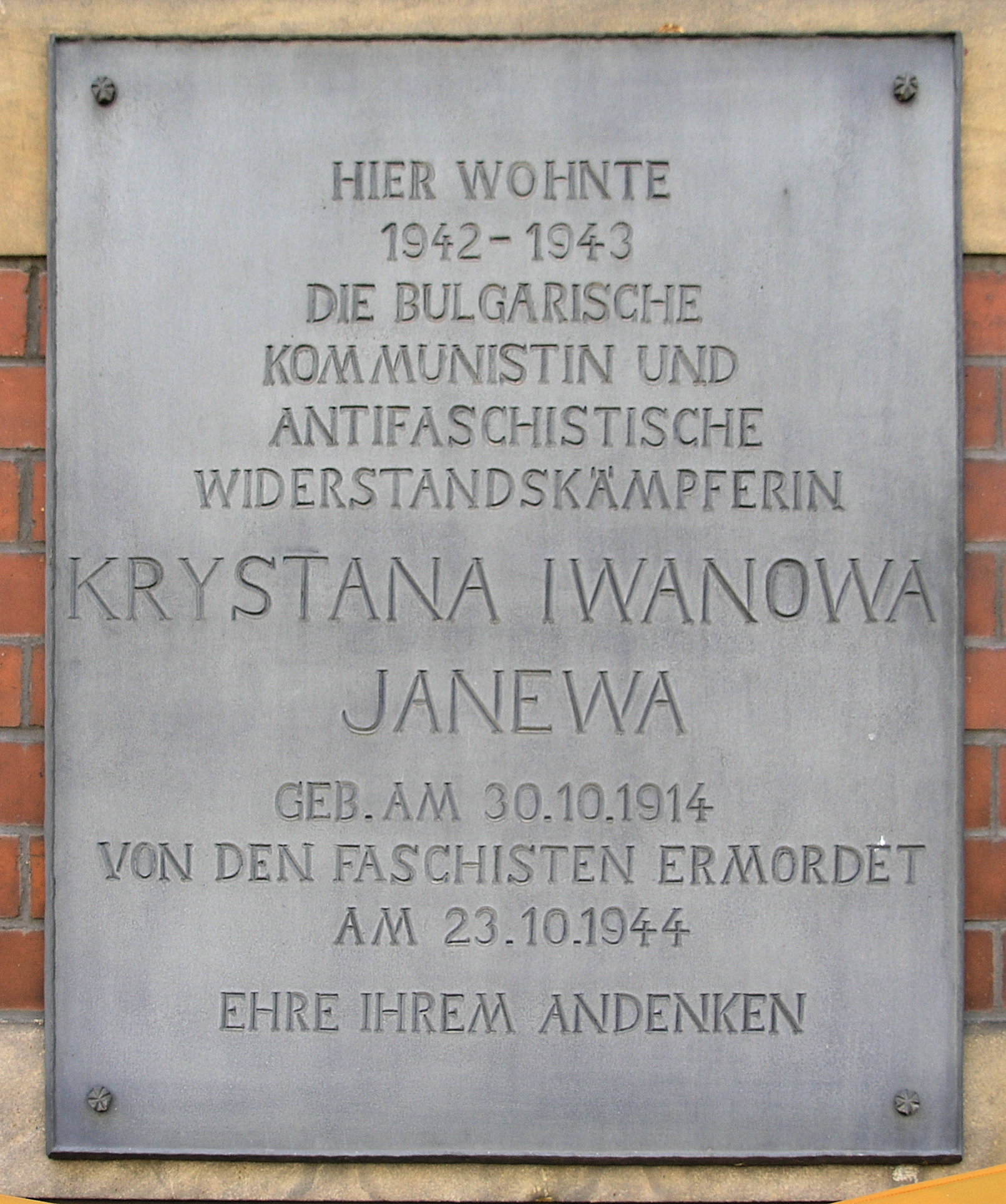
Albrechtstraße 14, Krystana Iwanowa Janewa
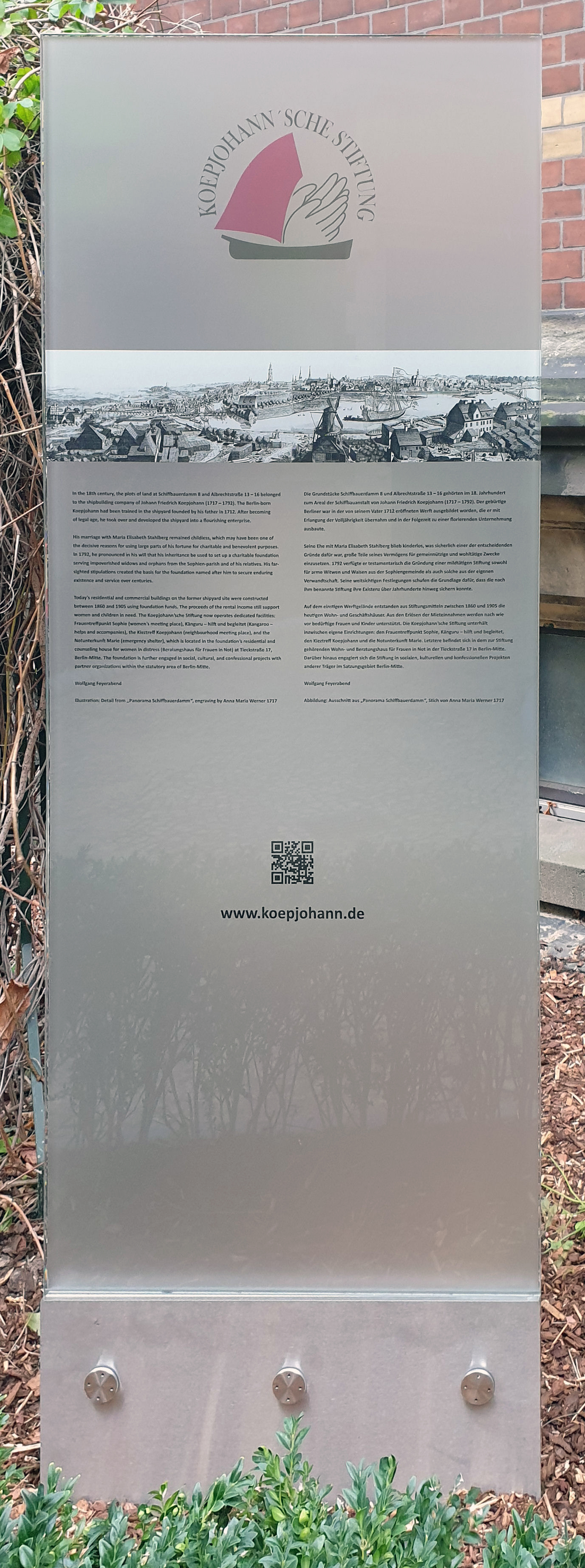
Albrechtstraße 14, Johann Friedrich Koepjohann

## Übersicht der einzelnen Hausnummern
| Haus- nummer         | Baujahr   | Sanierungen | Wohn- einheiten | Objekt-Nr. | Sonstige Angaben                                               | Foto |
| -------------------- | --------- | ----------- | --------------- | ---------- | -------------------------------------------------------------- | ---- |
| Albrechtstraße 5     | 1837      |             |                 | 09095841   | Johann Friedrich Koch                                          |      |
| Albrechtstraße 6     | 1830      |             |                 | 09095842   | Peter Etienne, Schiffseigner und Torfhändler                   |      |
| Albrechtstraße 7     | 1906      |             |                 | 09095843   | Arthur Schreiber                                               |      |
| Albrechtstraße 8     | 1909–1910 |             |                 | 09095844   | Zentralverwaltung des Vereins für die Berliner Stadtmission    |      |
| Albrechtstraße 9     |           |             |                 |            |                                                                |      |
| Albrechtstraße 10    | 1828      |             |                 |            |                                                                |      |
| Albrechtstraße 11    |           |             |                 |            |                                                                |      |
| Albrechtstraße 12    | 1896      |             |                 | 09095847   | Emil Beyer, Maurer                                             |      |
| Albrechtstraße 13/14 | 1905      |             |                 | 09010183   | Koepjohannsche Stiftung                                        |      |
| Albrechtstraße 15    | 1861      |             |                 | 09095849   | Koepjohannsche Stiftung                                        |      |
| Albrechtstraße 16    | 1861      |             |                 | 09095850   | Koepjohannsche Stiftung                                        |      |
| Albrechtstraße 17    | 1861      |             |                 | 09095851   | Heybach                                                        |      |
| Albrechtstraße 18    | 1832      |             |                 | 09095852   | Geschwister Maquet                                             |      |
| Albrechtstraße 19    | 1827      |             |                 | 09095853   | Friedrich Balthasar Phnorr, Buchbindermeister                  |      |
| Albrechtstraße 20    | 1887–1889 |             |                 | 09095854   | Magistrat von Berlin                                           |      |
| Albrechtstraße 21    | 1852      |             |                 | 09095855   | Magistrat C. F. W. Steinlein & A. W. Steinlein, Lederfabrikant |      |
| Albrechtstraße 22    | 1888      |             |                 | 09095856   | Hermann Böttcher, Kaufmann                                     |      |
| Albrechtstraße 23    | 1885      |             |                 | 09095857   |                                                                |      |
| Albrechtstraße 24/25 | 1943      |             |                 | 09011171   |                                                                |      |
| Albrechtstraße 26    | 1910      |             |                 | 09011172   | Stadt Berlin                                                   |      |
| Albrechtstraße 27    | 1873–1874 |             |                 | 09011173   | Stadtgemeinde                                                  |      |

## Medienpräsenz
- 1998 diente das Haus in der Albrechtstraße 13 als Kulisse für den Film Lola rennt [12]
- 2012 diente die Straße als Kulisse für den ZDF-Film Das Kindermädchen.[13]

## Stolpersteine in der Albrechtstraße
Am 20. Oktober 2014 wurde in der Albrechtstraße 12 durch den Künstler Gunter Demnig ein Stolperstein für die in der Zeit des Nationalsozialismus deportierte und ermordete jüdische Bewohnerin Doris Michaelis verlegt. Bei der Gedenkveranstaltung nahmen neben dem Initiator Sebastian Pflum, vielen Anwohnern der Straße und Gästen, auch die Holocaust-Überlebende Margot Friedländer und der Militärattaché der Botschaft Israels in Berlin, Erez Katz, teil.